# Joan Sarinyena

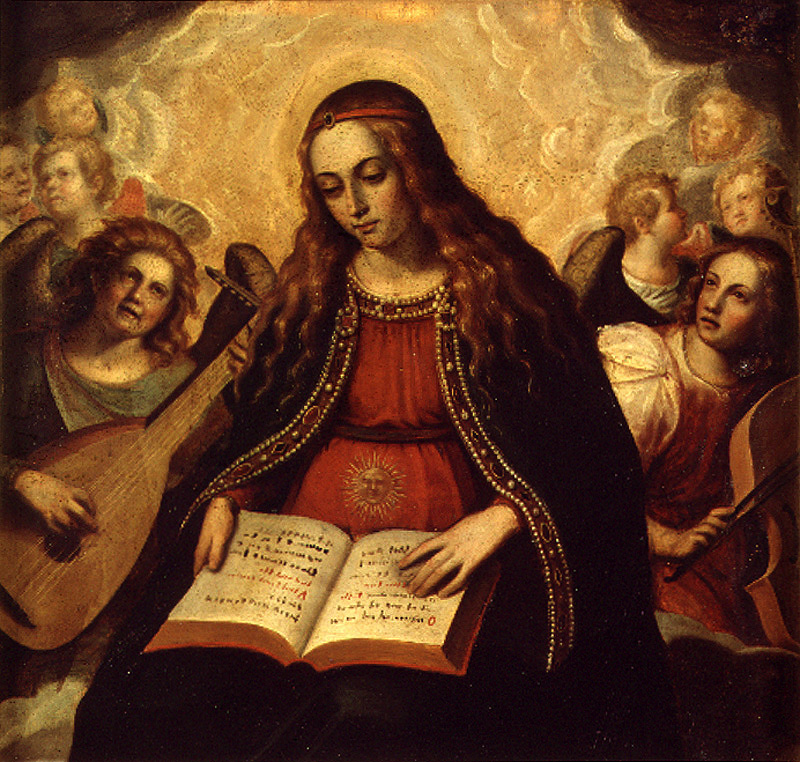
Verge de l'Esperança, procedent de la Cartoixa de Portaceli

Joan Sarinyena (1545 - València, 1619) fou un pintor actiu al País Valencià durant els últims anys del segle XVI i començament del segle XVII, introductor del nou llenguatge naturalista, en detriment de les fórmules idealitzadores joanesques.

## Biografia
La seua formació inicial és poc coneguda. Sabem que entre el 1570 i 1575 es forma a Itàlia. A la ciutat de Roma, s'adhereix als postulats de la Contrareforma, que també manifestaven pintors com Pulzone, Venusti o Francesco Vanni. També conegué els dictats de l'Accademia di San Luca dirigida per Zuccaro.
L'any 1580, es troba a la ciutat de València; apareix el seu nom al llibre de confessions de l'església de Sant Tomàs. El mateix any, pinta un retrat de Jaume I per a la Generalitat. Contrau matrimoni amb Maria Magdalena Peña.
Ben aviat, entra en contacte amb l'arquebisbe Joan de Ribera, per a qui pintà el 1584 un retrat de sant Lluís Bertran. El seu retrat del beat Nicolau Factor és conservat a Las Descalzas Reales de Madrid, datat del 1587. El mateix any, pinta el Crist a la columna conservat al col·legi del Corpus Christi, del qual s'ha dit que segueix l'estampa de Wierix, basada al seu torn en l'escultura del Crist ressuscitat de Miquel Àngel de Santa Maria sopra Minerva, de Roma.
L'any 1591, els diputats de la Generalitat trien Sarinyena perquè dirigira i coordinara la decoració de la sala Nova del Palau de la Generalitat Valenciana. Hi col·laboraren altres pintors com Vicent Requena el Jove, Vicent Mestre, Lluís Mata, Sebastià Saïdia i l'italià Francesco Pozzo. Sarinyena s'encarregà de pintar El siti, l'Estament Reial i elaborà el dibuix preparatori per a l'Estament eclesiàstic, pintat posteriorment per Vicent Requena el Jove. El 1603, pintà un Sant Jordi i un Àngel Custodi situats als laterals de l'àtic de la portada de la sala Nova. En aquestes pintures murals, Sarinyena fa palesa la seua intenció de captar les coses al natural, insistint en la quotidiana captació de persones que assisteixen a una sessió de treball. Resultat d'això és que prescindeix de les formes del posat oficial i remarca les postures, gesticulacions i converses més variades que podrien estar tenint els diputats. I inserint-los acuradament en un espai el més verídic possible gràcies als reticulats del sòl i les gradacions cromàtiques i de llum, conferint igualment quotidianitat a les escenes representades. La resta del treball a la sala Nova es repartí entre els col·laboradors de Sarinyena: Lluís Mata s'encarregà dels Comptadors pel Braç Popular en dos cantons amb l'ajut de Sebastià Saïdia; Francesco Pozzo pintà l'Estament militar i l'Al·legoria de la Justícia; Vicent Mestre s'encarregaria dels Diputats per les Viles Reials. El conjunt de pintures de la sala Nova són pioners en el retrat col·lectiu, però amb l'expressa voluntat d'individualitzar totes les persones representades.

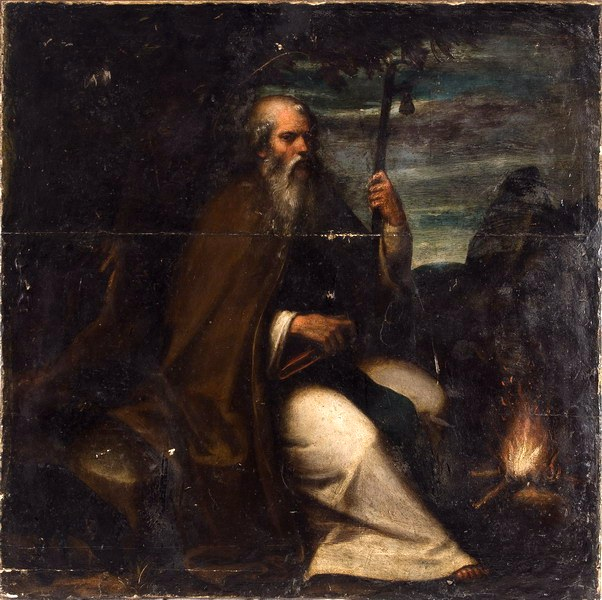
Sant Antoni Abat. Col·lecció Gavara (València)

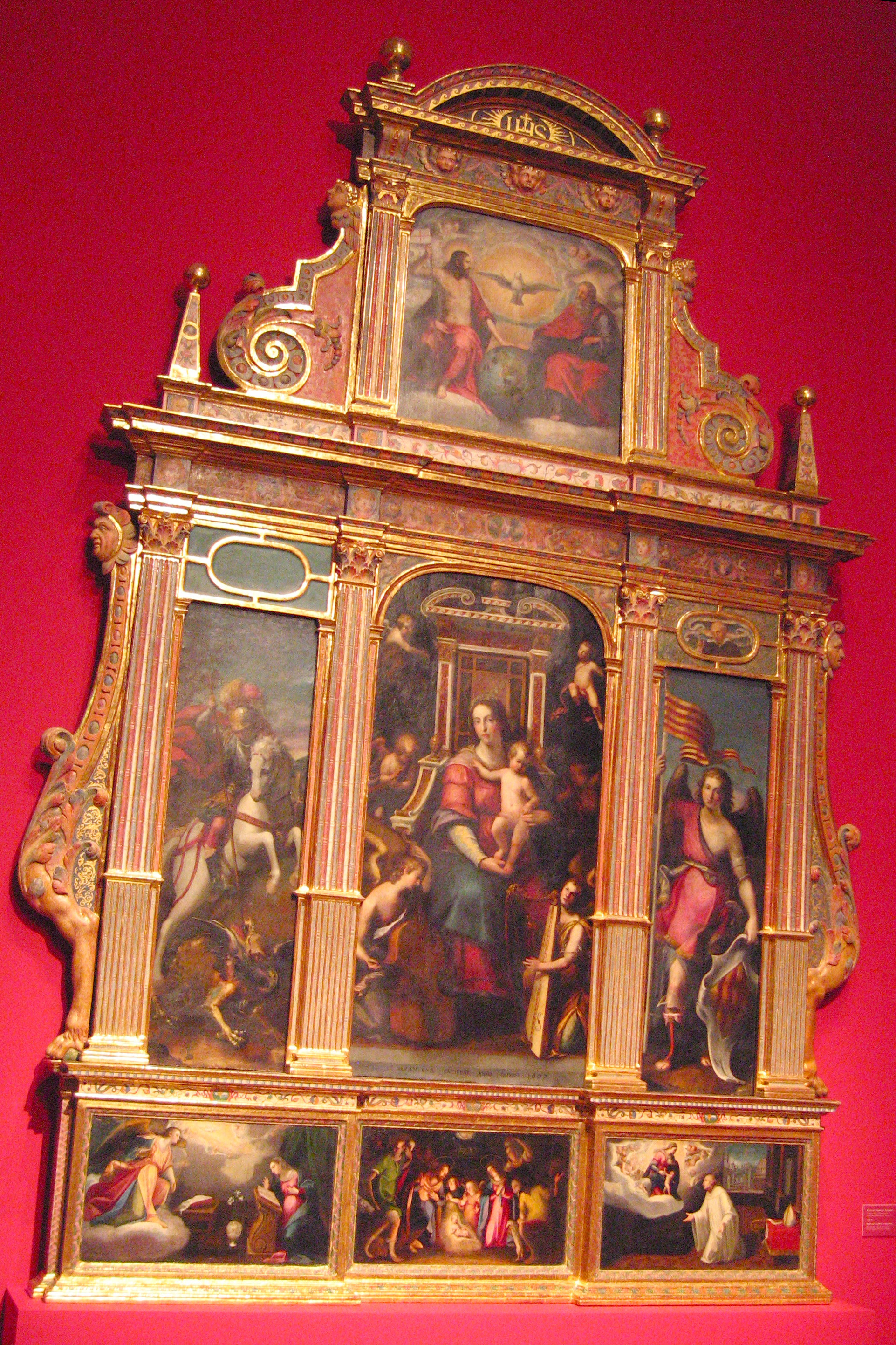
Retaule de la capella del palau de la Generalitat

El reconeixement de la seua vàlua artística es produí el 1595, quan el nomenen pintor de la ciutat, substituint Lluís Mata, que ocupava el càrrec des de l'any 1565, i augmentà encara més el nombre de treballs que li eren encarregats des de les institucions. Realitzà treballs per a la capella dels Jurats, restaurant les llunetes que pintaren el 1518 Miquel Esteve i Miquel de Prado. A més, pintà un sant Vicent Màrtir i un sant Vicent Ferrer a l'exterior d'una de les torres de la Casa de la Ciutat, i també s'encarregà de la remodelació de la cel·la de sant Vicent Ferrer al convent de Predicadors. D'ací, prové el Sant Jacint i Sant Lluís Bertran conservats al Museu de Belles Arts de València.
El 1605, pinta per a l'Ajuntament el retrat de Fra Francesc del Nen Jesús i un altre de Sor Margarida Agulló per al patriarca Joan de Ribera. Dos anys després, figura com a conseller al costat de Francesc Ribalta dins del Col·legi de Pintors i retrata Joan de Ribera. Aquest contacte amb Ribalta es nota en la seua obra, amb un canvi en la coloració dels seus quadres. Ribalta serà qui substituirà Sarinyena, no sense dificultats, com el pintor més important de València; era vint anys més jove, superior tècnicament i avalat pel patriarca Ribera. El canvi es nota en obres com la Sacra conversazione del col·legi del Corpus Christi i al retaule de la Generalitat, amb el sant Jordi, la Verge i l'Àngel Custodi, datats el 1607. De la mateixa època, però una mica posterior, és el gran retaule de l'església de la Santa Creu (església del convent del Carme) i un altre retrat del patriarca Ribera per a la sala capitular de la catedral.
El 1612, pintà un retrat pòstum del patriarca Ribera adorant l'eucaristia. Quatre anys després, apareix encapçalant la llista dels col·legiats del Col·legi de Pintors. Per motius de salut, la seua activitat se'n ressent i finalment mor el 23 d'agost del 1619 a València; fou soterrat a l'església de Sant Joan del Mercat.